# 大学城南停车场
大学城南停车场是广州地铁12号线的车辆基地，位于番禺区大学城外环西路，广东工业大学大学城校区的南侧，南临新造水道。2025年6月29日随着12号线东段开通而启用，目前用作12号线东段的车辆基地。

## 概述
大学城南停车场占地约13.4万平方米，设停车列检30列位、周月检2列位，临修1列位，工程车停放线2条，承担着12号线配属列车的临修、三月检、双周检、列检、停放及洗刷清扫等日常维修和保养任务。停车场与东北侧的大学城南站接轨。
此外，停车场上盖将建设屋顶花园。

## 历史
12号线原设有大学城南停车场。在2017年环评中，一度改为在广东科学中心北部设科学中心停车场；而后因用地协调问题，12号线停车场重新改为大学城南停车场。后于2019年10月正式动工。
2022年9月，停车场出入场区间左线隧道贯通；右线隧道亦在2023年3月贯通。
2022年7月27日，停车场的铺轨基地开始铺轨，为12号线首个进入轨道工程施工的工点。2023年6月20日，停车场短轨贯通。2024年4月，停车场完成冷滑试验。
2024年4月末，首列十二号线列车入驻大学城南停车场。同年9月，停车场相继完成热滑试验及“三权”移交。
2025年6月29日，随着12号线东段开通而启用。